# O Fader vår, högt över oss
O Fader vår, högt över oss är en gammal tysk psalm med tre verser. Den tyska originaltiteln Ach Vater unser der du översattes till svenska av Olaus Erici och publicerad bland annat i Göteborgspsalmboken 1650 (s. 60-61) och som psalm nr 10 i 1695 års psalmbok.  Hans Thomissøn översatte den tyska texten till danska. Psalmen avslutas i en version tryckt 1767 endast med "Amen". Melodin anges i 1697 års koralbok inte användas till någon annan psalm.

## Publicerad i
- 1572 års psalmbok med titeln O Fadher wår högt öffuer oss i himmelrik under rubriken "Itt annat Fadher wår".[1]
- Göteborgspsalmboken under rubriken "Om Gudz Barmhertigheet".[2]
- Den svenska psalmboken 1694 som nummer 11 under rubriken "Herrans Bön".[3]
- 1695 års psalmbok som nr 10 under rubriken "Catechismus författad i Sånger: HErrans Böön".